# Diócesis de Njombe
La diócesis de Njombe (en latín: Dioecesis Niombena, en inglés: Roman Catholic Diocese of Njombe y en suajili: Jimbo Katoliki la Njombe) es una circunscripción eclesiástica de la Iglesia católica en Tanzania. Se trata de una diócesis latina, sufragánea de la arquidiócesis de Songea, que es sede vacante desde el 6 de abril de 2021.

## Territorio y organización
La diócesis tiene 25 706 km² y extiende su jurisdicción sobre los fieles católicos de rito latino residentes en parte de la región de Iringa.
La sede de la diócesis se encuentra en la ciudad de Njombe, en donde se halla la Catedral de San José. 
En 2019 en la diócesis existían 48 parroquias.

## Historia
La diócesis fue erigida el 16 de febrero de 1968 con la bula Sicut solliciti del papa Pablo VI, obteniendo el territorio de la diócesis de Iringa y de la abadía territorial de Peramiho (hoy arquidiócesis de Songea).
Originalmente sufragánea de la arquidiócesis de Dar es-Salam, el 18 de noviembre de 1987 pasó a formar parte de la provincia eclesiástica de la arquidiócesis de Songea.

## Estadísticas
De acuerdo al Anuario Pontificio 2020 la diócesis tenía a fines de 2019 un total de 373 300 fieles bautizados.
| Año                                                                             | Población            | Población | Población      | Sacerdotes | Sacerdotes    | Sacerdotes    | Bautizados por sacerdote | Diáconos permanentes | Religiosos | Religiosos | Parroquias |
| Año                                                                             | Bautizados católicos | Total     | % de católicos | Total      | Clero secular | Clero regular | Bautizados por sacerdote | Diáconos permanentes | Varones    | Mujeres    | Parroquias |
| ------------------------------------------------------------------------------- | -------------------- | --------- | -------------- | ---------- | ------------- | ------------- | ------------------------ | -------------------- | ---------- | ---------- | ---------- |
| 1970                                                                            | 110 807              | 315 149   | 35.2           | 45         | 12            | 33            | 2462                     |                      | 47         | 55         | 90         |
| 1980                                                                            | 137 249              | 400 000   | 34.3           | 60         | 25            | 35            | 2287                     |                      | 52         | 187        | 75         |
| 1990                                                                            | 193 476              | 531 145   | 36.4           | 57         | 33            | 24            | 3394                     |                      | 32         | 333        | 77         |
| 1999                                                                            | 228 810              | 727 714   | 31.4           | 84         | 69            | 15            | 2723                     |                      | 18         | 402        | 29         |
| 2000                                                                            | 229 870              | 731 000   | 31.4           | 86         | 69            | 17            | 2672                     |                      | 21         | 402        | 31         |
| 2001                                                                            | 243 781              | 543 781   | 44.8           | 95         | 82            | 13            | 2566                     |                      | 16         | 403        | 31         |
| 2002                                                                            | 241 149              | 543 781   | 44.3           | 92         | 76            | 16            | 2621                     |                      | 30         | 396        | 31         |
| 2003                                                                            | 256 971              | 654 929   | 39.2           | 100        | 85            | 15            | 2569                     |                      | 18         | 432        | 31         |
| 2004                                                                            | 258 446              | 659 506   | 39.2           | 88         | 70            | 18            | 2936                     |                      | 22         | 424        | 31         |
| 2013                                                                            | 314 000              | 813 000   | 38.6           | 86         | 77            | 9             | 3651                     |                      | 15         | 479        | 41         |
| 2016                                                                            | 341 678              | 886 098   | 38.6           | 102        | 81            | 21            | 3349                     |                      | 34         | 493        | 45         |
| 2019                                                                            | 373 300              | 973 500   | 38.3           | 104        | 91            | 13            | 3589                     |                      | 27         | 525        | 48         |
| Fuente: Catholic-Hierarchy, que a su vez toma los datos del Anuario Pontificio. |                      |           |                |            |               |               |                          |                      |            |            |            |

## Episcopologio
- Raymond Mwanyika † (16 de enero de 1971-8 de junio de 2002 renunció)
- Alfred Leonhard Maluma † (8 de junio de 2002-6 de abril de 2021 falleció)
  - John Chrisostom Ndimbo, desde el 13 de abril de 2021 (administrador apostólico)[3]